# Indian Island 28
Indian Island 28 est une réserve indienne canadienne située dans le Kent, à l'est du Nouveau-Brunswick.

## Géographie
Indian Island est situé sur la pointe Sock, à 5 kilomètres à l'est de Richibouctou. Le village est au bord de la passe de l'île, un bras de la rivière Richibouctou la séparant de l'île Indian.

### Géologie
Le sous-sol d'Indian Island est composé principalement de roches sédimentaires du groupe de Pictou datant du Pennsylvanien (entre 300 et 311 millions d'années).

## Histoire
En 1825, le territoire est touché par les Grands feux de la Miramichi, qui dévastent entre 10 000 km2 et 20 000 km2 dans le centre et le nord-est de la province et tuent en tout plus de 280 personnes,. La réserve est achetée non pas par le gouvernement du Nouveau-Brunswick mais par le diocèse de Saint-Jean.

## Administration
Indian Island 28 est la seule réserve de la Première nation micmaque Indian Island.

### Conseil de bande
| Mandat      | Fonctions   | Nom(s)                          |
| ----------- | ----------- | ------------------------------- |
| 2010 - 2012 | Chef        | Kenneth Barlow                  |
| 2010 - 2012 | Conseillers | Geronimo Barlow, Ingrid Brooks. |

|  | Indépendant | 2010- | Kenneth Barlow |

### Représentation et tendances politiques
Nouveau-Brunswick: Indian Island 28 fait partie de la circonscription provinciale de Kent, qui est représentée à l'Assemblée législative du Nouveau-Brunswick par Shawn Graham, ancien premier ministre du Nouveau-Brunswick. Il fut élu en 1999 puis réélu en 1999, en 2003, en 2006 et en 2010.
 Canada: Indian Island 28 fait partie de la circonscription fédérale de Beauséjour. Cette circonscription est représentée à la Chambre des communes du Canada par Dominic LeBlanc, du Parti libéral.

## Vivre à Indian Island
L'église Blessed Keteri est une église catholique romaine faisant partie de l'archidiocèse de Moncton. Le détachement de la Gendarmerie royale du Canada le plus proche est situé à Richibouctou. Le bureau de poste le plus proche est quant à lui à Rexton.

## Culture
La réserve est mentionnée dans le recueil de poésie La terre tressée, de Claude Le Bouthillier. La localité fait partie du « pays de la Mariecomo », comprenant la côte entre Richibouctou au nord et Cap-Pelé au sud, dans le roman La Mariecomo de Régis Brun.